# Єрмоленко Василь Пилипович
Василь Пилипович Єрмо́ленко (нар. 6 січня 1937, Липняжка — пом. 31 травня 2015, Суми) — український художник декоративно-ужиткового мистецтва і графік; член Спілки радянських художників України з 1971 року. Чоловік художниці Олександри Єрмоленко (1938—2022).

## Біографія
Народився 6 січня 1937 року в селі Липняжці (нині Новоукраїнський район Кіровоградської області, Україна). 1960 року закінчив Одеське художнє училище; протягом 1960—1966 років навчався у Московському вищому художньо-промисловому училищі, де його викладачами були зокрема В. О. Ватагін, М. С. Селезньов. Дипломна робота — паркова скульптура «Три ведмедя» (керівник Василь Ватагін).
Упродовж 1966—1969 років працював на Баранівському порцеляновому заводі; у 1969—1973 роках — на Краснодарському порцеляновому заводі «Чайці»; у 1973—1984 роках — на Сумському порцеляновому заводі. Жив у Сумах, в будинку на вулиці Харківській, № 8. Помер 31 травня 2015 року.

## Творчість
Виготовляв порцелянові та фаянсові вироби: створював композиції, скульптурну пластику, декоратвні тарелі, пласти, сервізи. Серед робіт:
- кубок «Ювілейний 1917—1967» (1967);
- декоративний посуд «Через віки» (1981);
- набір для лікеру та графин «Суми» (1995);
- гобелен «Крила України» (2007);

набори
- «Ягоди» (1968, для вина);
- «Урожай» (1968, для вина);
- «Дорога» (1968, дитячий);
- «Вечір» (1968, чайний);
- «Червоне літо» (1968, чайний);
- «Лужок» (1970, кавовий);
- «Сріблястий» (1973, кавовий);
- «Червона калина» (1985);

сервізи
- «Нептун» (1969);
- «Вершник на коні» (1974);
- «Золотий серпень» (1974);
- «Пеґас» (1976);

скульптури
- «Берегиня» (1979);
- «Лісовик» (1979);
- «Гончар» (1988);
- «Біда» (1989);
- «Про ідеал» (1991);
- «Таїнство Січі» (1991);

декоративні композиції
- «Слово о полку Ігоревім» (1982; 2000);
- «Козацькі дороги» (1984);
- «Вітаю щиро…» (1984);
- «Природа і художник» (1987);
- «На концерті» (1989);
- «Укри» (2001);
- «Ми далеко, але ми поряд» (2002);
- «Тут будуть Суми» (2007);
- «Суми збудовано» (2007);

декоративні рельєфи
- «Ліс і море» (1969—1970, майоліка);
- «Тарас Шевченко та його герої» (1990, Будинок книги «Кобзар», Суми);
- «Похмурий день» (1992);
- «Мальовнича Україна» (1993);
- «Козацькі мандрівники під сузір'ям „Віз“» (1995);

декоративні тарелі
- «Цирк» (1960);
- «Бірюза» (1983; 1992);
- «Степ уночі» (2000).

Брав участь в обласних, республіканських, всесоюзних і міжнародних мистецьких виставках з 1960 року. Персональні виставки відбулися у Києві у 1984—1985 роках, Сумах у 1997 і 2007 роках.
Окремі роботи художника зберігаються в Одеському, Чернігівському, Дніпровському, Сумському художніх музеях, Національному музеї українського народного декоративного мистецтва в Києві, Одеському музеї порцеляни, Путивльському краєзнавчому музеї.

## Відзнаки
- Бронзова медаль ВДНГ СРСР (1968);
- Диплом ІІ ступеня ВДНГ УРСР (1968);
- Заслужений художник УРСР з 1985 року.